# Rotaria socialis
Rotaria socialis är en hjuldjursart som först beskrevs av Kellicott 1888.  Rotaria socialis ingår i släktet Rotaria och familjen Philodinidae. Arten är reproducerande i Sverige. Inga underarter finns listade i Catalogue of Life.